# Benito Rodríguez Blanes

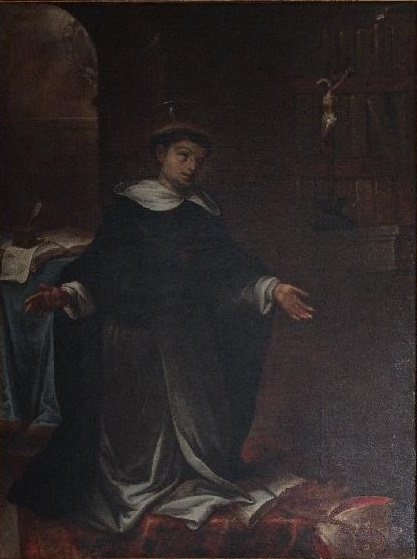
Santo dominico (Santo Tomás de Aquino o San Luis Beltrán), óleo sobre lienzo, 195 x 142 cm, Museo de Bellas Artes de Granada.

Benito Rodríguez Blanes (fallecido en 1737) fue un presbítero y pintor barroco español activo en Granada.
Según Ceán Bermúdez Rodríguez Blanes fue natural de Granada y seguidor de Alonso Cano. Ordenado sacerdote, ejerció de párroco primero en Nuestra Señora de las Angustias y más adelante en Santos Justo y Pastor. 
De su trabajo como pintor citaba Ceán varias pinturas de la Virgen que se encontraban en la escalera del palacio arzobispal, en la parroquia de la Magdalena y en la sacristía de los carmelitas descalzos, junto con algunas pinturas en poder de particulares, «que son estimadas de los inteligentes». De entre lo conservado se le atribuyen dos cuadros con San Luis Gonzaga y San Estanislao de Kotska en su parroquia de Santos Justo y Pastor, y un santo dominico en el Museo de Bellas Artes de Granda. 
Falleció el 22 de mayo de 1737 y fue enterrado en la Colegiata parroquial de Santos Justo y Pastor. 